# Jean Chaintron
Jean Chaintron, né le 28 août 1906 à Lyon et mort le 7 janvier 1989 à Paris, est un homme politique français. 
Communiste, militant anti-colonialiste, résistant français, préfet après la Libération, il est sénateur du département de la Seine sous la IVe République. Entré en dissidence avec son parti, il anime le groupe oppositionnel Unir pour le socialisme, adhéré un moment au Parti socialiste unifié et préside après 1968 un éphémère nouveau Secours rouge.

## Biographie

### Jeunesse et formation
Issu d'une famille ouvrière de neuf enfants, (son père est aiguilleur aux chemins de fer dans la banlieue de Lyon, et sa mère couturière), Jean Chaintron, malgré ses bons résultats scolaires, doit travailler jeune en usine. Ne renonçant pas à se former, ajusteur-mécanicien le jour, il suit le soir des cours par correspondance. Il acquiert ainsi le diplôme de dessinateur industriel. Après son service militaire, il adhère en 1930 à l'organisation de solidarité, le Secours rouge international (SRI). Délégué par le SRI en URSS, il rejoint le Parti communiste français, l'année suivante.

### Militant international et anticolonialiste
Chômeur, il s'engage pleinement dans l'activité militante et devient permanent de la section française du Secours Rouge en 1932. Il bifurque, en 1934, vers l'appareil d'encadrement du PCF, en devenant secrétaire-adjoint de la région Paris-ville. Il participe au premières loges à la mise en place de la politique du Front populaire. En mai 1935, il est candidat aux élections municipales sur le quartier Charonne. Son destin bascule après une rencontre avec le délégué en France de l'Internationale Communiste, Eugen Fried. Sous la fausse identité de « Barthel », il gagne l'Algérie, pour aider à constituer le Parti communiste algérien (PCA) dont le premier Congrès se tient en octobre 1936. Il défend alors les thèses d'une lutte différenciée entre pieds-noirs et musulmans. Mais, poursuivi par la police pour action et écrits anticolonialiste, il doit quitter l'Algérie, non sans avoir défendu lors des élections de mai 1936, les couleurs du PCA, en tant que candidat à Bab-el-Oued. Il gagne alors l'Espagne, où l'un de ses frères a trouvé la mort en combattant dans les Brigades internationales. Il y est Commissaire politique aux Brigades, participe aux combats de Jarama, mais, malade, doit rentrer en France. C'est sous le nom de Barthel qu'il est élu membre du Comité Central du PCF, lors du IXe Congrès tenu à Arles en décembre 1937. Il est instructeur auprès de la Fédération des Jeunesses communistes.

### Résistance
Mobilisé en 1939, embarqué vers l'Angleterre à Dunkerque, il rentre en France et participe à la remise sur pied  en zone sud du Parti communiste, clandestin depuis octobre 1939. Membre du triangle de direction du Parti en zone sud, il est arrêté par la police de Vichy en mars 1941 et condamné à mort par un tribunal militaire français en novembre 41. Gracié d'extrême justesse, il est libéré par l'AS, avec 34 autres détenus politiques ou résistants, il y appris la disparition de sa femme au camp de concentration de Auschwitz de la prison militaire de Nontron (Dordogne) le 11 juin 1944. Commissaire politique auprès des FTP, il termine la période en tant qu'officier des FFI sous le pseudonyme de "commandant Jean-François". Homme de confiance de la direction du Parti communiste, intronisé préfet de la Haute-Vienne par le commissaire de la République Boursicot, il est l'un des deux seuls préfets communistes nommés par le général de Gaulle. À Limoges, les rapports avec le maire communiste de la ville Georges Guingouin ne sont pas au beau fixe : a-t-il été nommé préfet pour contrôler le résistant limousin ?

### Responsabilités politiques
Au début de l'année 1947, Maurice Thorez, ministre d'État, le prend comme directeur de son cabinet. Jean Chaintron est, pour peu de temps, dans les coulisses du pouvoir.  En mai de la même année, le PCF est amené à quitter le gouvernement. Il reste dans le haut appareil du Parti, organise les anniversaires de Staline et de Thorez, enseigne à l'école centrale du parti. En 1948, il est élu sénateur de la Seine au Conseil de la République. Il le reste jusqu'en 1958. Pourtant en 1950, il est écarté du Comité central. Les révélations du XXe congrès du Parti communiste de l'Union soviétique, en 1956, remettent en doute ses certitudes.

### Le "samizdat" «Unir pour le socialisme»
En 1953, un groupe clandestin tente d'animer un courant pour l'ouverture démocratique au sein du PCF. Ils impriment sur les presses d'un ancien imprimeur clandestin de la Résistance, Maurice Gleize, un bulletin mensuel, « Unir pour le socialisme ». 
De confidentiel à ses débuts, en 1953, motivés par les « procès de Moscou à Paris » (1948-1950), selon la formule choc de Charles Tillon, et l'exclusion d’André Marty en 1952, il atteint des tirages avoisinant les 7 000 abonnés au début des années 1960, après 500 abonnés en 1954, 2 000 en 1956, 6 000 en 1959, stabilisés à 6 000 en 1967, sans compter les ventes en kiosques et librairies d'Unir - Débat à partir de 1967.
Jean Chaintron, qui dans ses mémoires qualifie ce bulletin de « samizdat » précurseur, participe de cette aventure inédite, en compagnie d'anciens résistants communistes, tels Marcel Prenant, Roger Pannequin, Pierre Mania (alias Pierre Teruel-Mania), Pierre Lareppe, ou encore André Salomon, chroniqueur médical de L'Humanité-Dimanche, qui avait refusé de reprendre sa carte au PCF entre 1948 et 1950, au moment de la rupture entre Moscou et Tito, et de signer en 1953 l'appel contre le Complot des blouses blanches. Le comité de rédaction est composé pour moitié d'ex-dirigeants nationaux du PCF et à 30 % d'anciens rédacteurs de la presse communiste, à 80 % d'anciens résistants et plus de 30 % d'ex-déportés.
Comme Marty en son temps, ils sont accusés ou soupçonnés de travailler pour la police : Jean Chaintron témoigne dans ses mémoires que ces accusations relèvent de l'intoxication, malgré certaines zones d'ombre. Unir pour le socialisme, souvent nommé simplement « Unir », édite entre 1960 et 1964, une Histoire du Parti communiste français qui révèle au grand jour la politique louvoyante de la direction communiste durant l'été 1940. Exclu du PCF en 1962, il anime, avec « Unir » un « Comité d'honneur national pour la réhabilitation d'André Marty », mort en 1956. Publiquement, cent militants, dont la liste est  publiée dans l'organe extérieur du groupe Le Débat communiste, prennent la défense de l'ancien mutin de la Mer Noire, sans nier les défauts éventuels de l'homme. En vain.

### Derniers engagements
Avec le groupe Unir, Jean Chaintron participe en 1966 à des rencontres entre diverses forces luttant pour l'union de la gauche. Ainsi il fut des "rencontres de Grenoble", placées sous les auspices de Pierre Mendès France. L'année suivante (automne 1967) il adhère au PSU, tout en restant à "Unir". Après les événements de mai 1968, qu'il vit intensément, il participe avec Jean-Paul Sartre et Charles Tillon à la création d'un nouveau Secours Rouge, dont le but demeure de venir en aide aux victimes des répressions patronales ou policières. En 1974, Unir s'auto-dissout. Jean Chaintron prend la même année sa retraite professionnelle. Il gérait en effet depuis une dizaine d’années une coopérative ouvrière qui faisait des travaux d'éditions. Il meurt peu de temps avant la sortie des presses de son livre de mémoires, Le Vent soufflait devant ma porte.
Jean Chaintron était titulaire de la Croix de guerre, chevalier de la Légion d'honneur et médaillé de la Résistance.
Jean Chaintron fut inhumé au cimetière de Le Perreux-sur-Marne

## Sources
- Jean Chaintron, Le Vent soufflait devant ma porte, Éditions du Seuil, 1993  (ISBN 2-02-020807-5)
- Jean Maitron : notice « CHAINTRON, Jean. Pseudonyme : BARTHEL », Le Maitron en ligne (Dictionnaire biographique du mouvement ouvrier français, volume 22, 1984).
- Philippe Robrieux : biographie de Jean Chaintron, tome 4, Histoire intérieure du Parti communiste, Fayard, 1984.
- Stéphane Courtois : notice "le décès de Jean Chaintron", Le Monde, janvier 1989.
- Michel Taubmann : L'affaire Guingouin, éditions Lucien Souny, 1994.
- Frédéric Charpier : Les R.G. et le Parti communiste, éditions Plon, Paris, 2000.
- Le Débat communiste, numéro 40-juillet 1965. (Liste des membres du Comité national d'honneur pour la réhabilitation d'André Marty)